# Австралийская ассоциация звукозаписывающих компаний
Австралийская ассоциация звукозаписывающих компаний (Australian Recording Industry Association, ARIA) — ассоциация, представляющая интересы звукозаписывающей индустрии в Австралии. Основана в 1983 году. Включена в международный список чарт-компаний, признанных Международной федерацией производителей фонограмм.

## История
ARIA была создана в 1983 году шестью основными компаниями звукозаписи: «EMI», «Festival», «CBS», «RCA», «WEA» вместо ранее существовавшей «Ассоциации австралийских фирм звукозаписи» (AARM), основанной в 1956 году. В состав данной ассоциации входят более ста звукозаписывающих компаний (от маленьких лейблов, которыми управляют 1—5 человек, до средних и крупных). Руководит ассоциацией совет директоров, в который входят директора некоторых музыкальных лейблов.
ARIA управляется Советом директоров, составленном из представителей — старших управляющих от отдельных лейблов. Таковыми были (2010) Denis Handlin (глава Sony Music), George Ash (Universal Music), Mark Poston (EMI), Sebastian Chase (MGM Distribution), David Vodica (Rubber Records/Music) and Tony Harlow (WAR).
Ассоциация ежегодно вручает музыкальные премии ARIA Awards. Первую церемонию 1987 года вёл Элтон Джон.

## Сертификация альбомов
- 35,000 продаж: золото
- 70,000 продаж: платина

## ARIA Charts
10 июля 1983 года  Ассоциация основала музыкальный хит-парад Австралии, отметивший в 2013 году своё 30-летие.

### Чарты
- Top 50 Singles Chart
- Top 20 Dance Chart
- Top 20 Australian Chart
- Top 50 Club Chart
- Top 40 Digital Track Chart
- Top 50 Physical Singles Chart
- Top 40 Urban Singles Chart

### Альбомы
- Top 50 Albums Chart Haris
- Top 20 Country Chart Haris
- Top 20 Compilations Chart Haris
- Top 40 Urban Albums Chart Haris